# Jatinegara (Jatinegara)
Jatinegara is een bestuurslaag in het regentschap Tegal van de provincie Midden-Java, Indonesië. Jatinegara telt 2524 inwoners (volkstelling 2010).